# Columba Marmion
El beato Dom Columba Marmion (1858-1923) fue monje, sacerdote y tercer abad de la Abadía de Maredsous.

## Infancia y vocación
Nacido en Dublín, Irlanda, el 1 de abril de 1858 en una familia numerosa muy devota (tres de sus hermanas fueron religiosas), fue bautizado con el nombre de Joseph. Hace sus estudios secundarios en el Belvedere College de los jesuitas de Dublín. Ingresó al seminario a los 16 años en el seminario de Holy Cross, cerca de Dublín. Terminó sus estudios en Roma en el Colegio de la Sacra Congregatio de Propaganda Fide. Durante el noviciado tomó el nombre de Columba, en honor al irlandés San Columba. Su primer contacto con la vida monástica fue en una peregrinación a la abadía de Montecassino. Fue ordenado presbítero en 1881 y antes de ingresar a la vida monástica se dedicó a enseñar filosofía.
A su regreso, pasa por la Abadía de Maredsous, en Bélgica, un monasterio joven y dinámico, recientemente fundado (en 1872) por monjes venidos de la abadía de Beuron en Alemania y deseó permanecer allí. Sin embargo, su obispo, en Irlanda, renunció a su petición y lo nombró vicario en Dundrum, al sur de Dublín, además de profesor en el Gran Seminario de Holy Cross (1882-1886) --donde él mismo había realizado sus estudios -- donde se inicia en la dirección espiritual. 

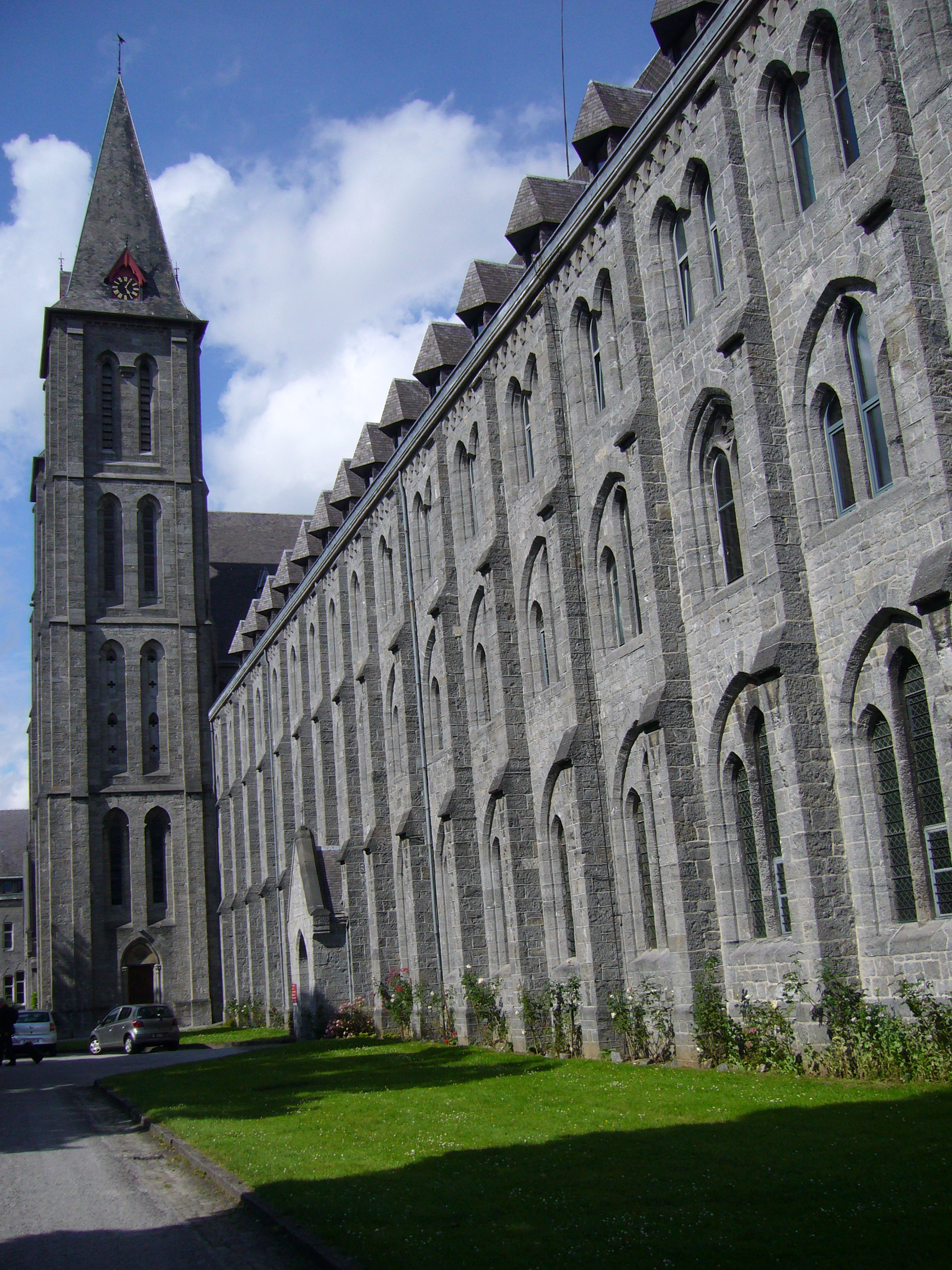
La abadía de Maredsous.

## Llegada a Maredsous
De todas maneras, terminó por volver a la Abadía de Maredsous en 1886 bajo la aprobación de su arzobispo. Allí sus comienzos fueron laboriosos: él tenía 30 años de edad, era sacerdote, debió habituarse a una lengua y unas costumbres para él ajenas. Después de su profesión solemne el 10 de febrero de 1891, Columba tuvo por función ayudar al maestro de novicios, con el cual no se entendía bien, en muchas oraciones en las parroquias de la zona.
El 28 de septiembre de 1893 Dom Hildebrand de Hemptinne, segundo abad de Maredsous, fue nombrado por el papa León XIII el primer Abad Primado de la Confederación benedictina y debió, por este hecho, renunciar a su cargo en la abadía. 
En septiembre de 1909, Dom Marmion fue elegido tercer Abad de Maredsous, quedando a cargo de una comunidad de cerca de una centena de monjes, con dos escuelas y algunas publicaciones, en particular la Revue bénédictine. Adoptó como lema: « Servir en vez de dominar ». Bajo su conducción, el monasterio conoció una época de gran esplendor espiritual e intelectual. Las vocaciones aumentaron. Pero Dom Marmion no se mostró desinteresado por las cuestiones temporales. De este modo, hizo equipar a la abadía de corriente eléctrica y de calefacción central, cosas poco comunes en tal época en los monasterios.

## Prior del Mont César en Lovaina
Participó en la fundación de la Abadía de Mont César, en Lovaina, en 1899 y predicó retiros en Bélgica y en el Reino Unido. También, en esta época, fue confesor del futuro Cardenal Mercier, con quien trabó amistad.
Estuvo a cargo de pesadas responsabilidades: dirección de jóvenes monjes en período de estudios, profesor de teología, asesor espiritual de otros conventos (religiosas carmelitas), ayuda para la conversión al catolicismo de comunidades anglicanas del sur de Inglaterra (Caldey y Milford Haven) y las propias de su tarea de prior.

## El monasterio, Katanga y la guerra de 1914-1918
El gobierno belga había pedido a los monjes de Maredsous que se hicieran cargo de la misión de Katanga, región al sur de Congo Belga. El espíritu misionero de Dom Marmion sin duda no hubiera vacilado, pero la comunidad prefirió consagrarse a la búsqueda y la promoción de las fuentes de la fe, en lugar de lanzarse a la tarea de una evangelización directa. De todas maneras, Dom Marmion prestó una ayuda eficaz a esta misión, tomada a cargo por la abadía de Saint André en Brujas.
Al explotar la Primera Guerra Mundial en 1914, Dom Columba, temiendo la posible reclutación de sus jóvenes novicios, los envía a Irlanda mientras que él mismo continúa su actividad de predicador y de director espiritual. En tal época escribe a un joven que se prepara para la ordenación: « La mejor de las preparaciones para la ordenación es vivir cada día en el amor, por dondequiera que la obediencia y la Providencia nos ubiquen ».
No obstante, la casa irlandesa, establecida en Edermine, no lo deja del todo tranquilo, pues siente mucho la actitud de los jóvene novicios: « ... He intentado ganarlos para la constancia en la oración, pero hasta el momento sin éxito. Ellos son buenos, pero aún llenos de confianza en sí mismos... Ellos oponen la letra del Derecho Canónico al espíritu de la Santa Regla». La casa de Edermine será, por otra parte, cerrada en 1920.

## El asunto del Monasterio de la Dormición
Después de la Guerra, la necesidad de reemplazar a los monjes alemanes de Beuron, expulsados de su Monasterio de la Dormición y enviados a Jerusalén hizo soñar al Abad Marmion con una fundación de Maredsous en Tierra Santa. A pesar de sus esfuerzos y de los apoyos con los que se vio apoyado, este sueño no logró concretarse nunca, y los monjes alemanes retornaron a la Dormición.

## Sus últimos años
Junto al cardenal Mercier, su amigo y confidente, en sus últimos años domina espiritualmente el escenario belga e internacional. Testimonio de ello es, por ejemplo, la larga visita que le hace, en 1920, la reina Isabel de Baviera (1876-1965). Su esplendor se encuentra en su punto máximo, a pesar de su fatiga y de un estado precario de salud.
En septiembre de 1922 reemplaza al obispo de Namur para el peregrinaje diocesano al Santuario de Lourdes. En octubre del mismo año, preside las fiestas con ocasión del cincuentenario de Maredsous, que él mismo dirigió durante 35 años.
Cae enfermo de gripe el 30 de enero de 1923, y muere en su monasterio murmurando « Jesús, María ». 

## Beatificación
Monseñor Charue, obispo de Namur, aceptó instruir la causa de Dom Columba Marmion. Así, los procesos diocesanos para la beatificación del Siervo de Dios comenzaron el 7 de febrero de 1957, y terminaron en Maredsous el 20 de diciembre de 1961. Con rapidez se le atribuyen favores y milagros, lo que ha justificado que, en 1963, se transportara su cuerpo a la iglesia de la Abadía de Maredsous y la Iglesia reconociera el carácter milagroso de una curación obtenida sobre su tumba.
Dom Columba Marmion ha sido beatificado el 3 de septiembre de 2000 por el Papa Juan Pablo II, al mismo tiempo que:
- Juan XXIII, muerto en 1963
- Pío IX, muerto en 1878
- Tommaso Reggio (o Tomás Reggio), Arzobispo de Génova, muerto en 1901
- Guillaume Joseph Chaminade, muerto en 1850

Después de la ceremonia de beatificación, Juan Pablo II declaró: 
« Dom Marmion nos legó un auténtico tesoro de doctrina espiritual para la Iglesia de nuestro tiempo. En sus escritos enseña un camino de santidad, sencillo pero exigente, para todos los fieles, a quienes Dios ha destinado por amor a ser sus hijos adoptivos en Cristo Jesús (cf. Efesios 1, 5). Jesucristo, nuestro Redentor y fuente de toda gracia, es el centro de nuestra vida espiritual, nuestro modelo de santidad ».
« A lo largo de toda su vida el beato Columba fue un excepcional director espiritual, que prestó atención especial a la vida interior de los sacerdotes y los religiosos. A un joven que se preparaba para la ordenación le escribió: “La mejor preparación para el sacerdocio es vivir a diario con amor donde la obediencia y la Providencia nos ponen" (Carta del 27 de diciembre de 1915)”. »
« Ojalá que un amplio redescubrimiento de los escritos espirituales del beato Columba Marmion ayude a los sacerdotes, a los religiosos y a los laicos a crecer en su unión con Cristo y a dar testimonio fiel de él con amor ardiente a Dios y un servicio generoso a sus hermanos y hermanas ».

## Sus Escritos
Gracias a Dom Raymond Thibaut, su secretario, la enseñanza oral de Dom Marmion se ha conservado en formato de tres libros: 
- Le Christ, vie de l'âme, publicado en 1917 (En castellano: Jesucristo, vida del alma, por lo menos ocho ediciones: Editorial Litúrgica Española, Barcelona, 1941; Fundación Gratis Date, Pamplona, 1993).
- Le Christ en ses mystères, publicado en 1919 (En castellano: Jesucristo en sus misterios, por lo menos en cuatro ediciones: Barcelona, 1959; San Pablo, Buenos Aires, 2007)
- Le Christ, idéal du moine, publicado en 1922 (En castellano: Jesucristo, ideal del monje, Sponsa Verbi, Barcelona, 1960; 1964).

No deben olvidarse sus cerca de 1700 cartas, y un retiro dedicado a religiosas enclaustradas, a quienes predicó en varias ocasiones.
- La unión con Dios en Cristo, según las cartas de dirección espiritual de Dom Marmión, Buenos Aires, 1939.

## Citas
En toda alma, tres espíritus tienden al dominio: el espíritu de falsedad y de blasfemia que, desde el comienzo, sugiere siempre lo contrario de lo que Dios sugiere al oído; el espíritu del mundo, que nos inclina a juzgar las cosas según los deseos de los sentidos y la prudencia carnal, cuando la prudencia de este mundo es locura ante Dios (cf. 1 Corintios, 3, 19); y por último, está el Espíritu de Dios, que siempre nos inspira elevar nuestros corazones sobre la naturaleza, y vivir de la fe. Este Espíritu nos llena de paz y de alegría, y produce en nosotros los frutos de los que habla san Pablo (cf. Gálatas 5, 22). El Espíritu de Dios, tanto como nos dirije reproches o nos inclina hacia la confusión para nuestros pecados, llena siempre nuestra alma de paz y de confianza filial en nuestro Padre celestial. Los otros espíritus resecan nuestra alma... nos arrojan hacia el abatimiento y el desánimo.

Antes de ser monje, yo no podía, ante los ojos del mundo, hacer más bien que aquél que yo no haría ahí donde me encontraba. Pero reflexioné, oré y comprendí que yo no estaría seguro de lograr siempre la voluntad de Dios más que practicando la obediencia religiosa. Yo había dado todo lo que me hacía falta para mi santificación, con excepción de un solo bien: el de la obediencia. Ésta es la razón por la cual abandoné mi patria, renuncié a mi libertad y a todo... Yo era profesor, yo tenía, aún muy joven, aquello que llamaríamos una buena situación, de éxito, de amigos que me eran muy queridos; pero no había tenido la ocasión de obedecer. Yo me hice monje porque Dios me reveló la belleza y la grandeza de la obediencia.

Estoy convencido, y por experiencia, que no es mediante la discusión, sino mediante la bondad que se gana o se acompañan las almas. No es queriendo convencer a alguien de su error que se lo gana, sino mostrando en él la verdad con dulzura y benevolencia.

## Fiesta
3 de octubre.